# Зубов, Денис Александрович
Денис Александрович Зубов (24 сентября 1981, Волгоград, РСФСР, СССР — 20 апреля 2023,  Украина) — российский серийный убийца, совершивший 3 убийства на территории Волгоградской области в период с сентября 2013 по июль 2014 года. Двум своим жертвам Зубов отрезал половые органы и молочные железы, вследствие чего известен под прозвищем «Маньяк-расчленитель». В 2016 году Денис Зубов был признан виновным во всех инкриминируемых ему действиях и получил в качестве уголовного наказания 21 год лишения свободы.

## Биография

### Жизнь до убийств
О ранних годах жизни Дениса Зубова известно крайне мало. Родился 24 сентября 1981 года в Волгограде. Имел сестру Татьяну. Денис Зубов обладал субтильным телосложением и невысоким ростом, благодаря чему в школьные годы подвергался нападкам со стороны других учеников и имел репутацию изгоя. В силу интровертности он не пользовался популярностью в школе и округе, не имел успеха у женского пола и имел проблемы с коммуникабельностью, вследствие чего почти не имел друзей. Зубов не испытывал интереса к учебному процессу, благодаря чему по месту жительства и учебы характеризовался весьма посредственно. После окончания школы Зубов начал трудовую карьеру, однако из-за отсутствия образования он в последующие годы сменил несколько профессий и постоянно нигде не работал. Родными и знакомыми Денис характеризовался неоднозначно. Они отмечали, что Зубов не увлекался алкогольными напитками и наркотическими веществами, не был замечен в проявлении девиантного поведения, но круг интересов у него был весьма ограниченный и в свободное от работы время он увлекался только компьютерными играми.
В конце 2000-х Зубов познакомился с Натальей Р., которая проживала в Красноармейском районе Волгоградской области. Вскоре Наталья стала сожительницей Зубова и родила ему сына. В 2009 году Зубов и Наталья переехали в Октябрьский район Волгоградской области, где устроились на работу на животноводческой ферме. Однако в отличие от Зубова, Наталья обладала сангвиническим типом темперамента, отличалась веселым нравом и имела много знакомых, в том числе мужчин. Одним из поклонников Натальи был 62-летний Владимир Мельников, который также работал на ферме и вскоре стал проявлять знаки внимания к Наталье и тщательно за ней ухаживать. В конечном итоге между Мельниковым и Натальей начались интимные отношения, вследствие чего между Натальей и Зубовым произошёл конфликт, из-за которого они расстались. В этот период они стали подвергаться насмешкам и унижениям со стороны других работников фермы, по причине чего в 2013 году все трое уволились с фермы и вернулись в Волгоград, где Наталья стала сожительствовать с Мельниковым.

### Убийства
1 сентября 2013 года Зубов пришел к дому №32 по улице Удмуртской в Красноармейском районе Волгограда, где проживала Наталья вместе со своей матерью, недалеко от которого встретил Владимира Мельникова. В порыве ревности и ярости Зубов на почве неприязненных отношений совершил на него нападение, в ходе которого избил его.

Следователь первого отдела по расследованию особо важных дел СУ СКР по Волгоградской области Александр Сапаргалиев так описывал совершение первого убийства Зубовым:
Их встреча произошла в довольно безлюдном месте. К тому же на дворе был поздний вечер и помешать тому, что произошло позже, никто не мог. Ослепленный ревностью, Зубов схватил соперника за воротник куртки и повалил на землю, нанося беспорядочные удары по голове и туловищу. Силы были явно неравны – молодому мужчине легко было справиться со своей жертвой, который к тому же в тот вечер находился в состоянии алкогольного опьянения. Обхватив руками его голову, Зубов принялся бить ею об землю. Когда несчастный затих, Зубов нашарил в карманах его верхней одежды нож, нанес один удар в область сердца, а потом, поняв, что Мельников мертв, отрезал ему гениталии.
Через два дня после убийства Мельникова Зубов совершил второе убийство. Его жертвой стала 73-летняя пенсионерка Татьяна Анистратова, которую он встретил в рейсовом автобусе на территории Светлоярского райна Волгоградской области. Выйдя вслед за женщиной на остановке в поселке «Райгород», Зубов последовал за ней до ее дома. Установив в ходе наблюдения, что женщина находится в доме одна, Зубов проник в её дом, где сразу же совершил на пенсионерку нападение. С помощью рук и гаечного ключа Зубов избил Анистратову и нанес ей черепно-мозговую травму, от осложнения которой она скончалась. Осмотрев дом, Зубов похитил у убитой 1800 рублей, после чего перенес тело женщины на кровать и отрезал у нее обе молочные железы, которые вместе с ножом и разводным ключом выбросил впоследствии в реку.
После совершения этого убийства Зубов переехал в Ольховский район Волгоградской области, где устроился разнорабочим на другой животноводческой ферме. В этот период он сумел восстановить отношения с Натальей. В середине 2013 года Наталья переехала к Зубову, и в период с сентября 2013 по июнь 2014 года они работали и проживали вместе, однако из-за постоянных ссор и вспышек ревности со стороны Дениса Зубова вскоре снова расстались, после чего Зубов уволился с фермы и переехал в Светлоярский район Волгоградской области. 27 июля 2014 года Зубов в очередной раз попытался восстановить отношения с Натальей и попросил ее о встрече. Во время встречи на территории села Зензеватка Ольховского района Зубов увлек девушку в сторону лесопосадки, где в ходе очередной ссоры избил и задушил ее. Тело жертвы он закопал в неглубокой могиле, после чего скрылся.

### Арест, следствие и суд
После исчезновения Натальи ее мать обратилась в полицию. В ходе расследования сотрудники полиции опросили знакомых и родственников Натальи Р., а также изучили детализацию телефонных звонков, после чего было установлено, что последним, кто видел ее живой, является Денис Зубов. Зубов был объявлен в розыск, но к тому времени он успел покинуть Волгоградскую область и скрыться. В период с середины 2014 по середину 2016 года Денис Зубов проживал на территории Саратовской области, где перебивался случайными заработками. В середине 2016 года он вернулся в Волгоград, где был вскоре задержан. Во время допроса Зубов признался в совершении 3 убийств и стал активно сотрудничать со следствием. В последующие месяцы была проведена ДНК-экспертизы биологических жидкостей, найденных возле тел Владимира Мельникова и Татьяны Анистратовой, которые, по версии следствия, оставил убийца. По результатам экспертизы генотипический профиль Дениса Зубова совпал с генотипическим профилем убийцы, вследствие чего его причастность к совершению убийств была полностью подтверждена. Позже было установлено совпадение генотипа Зубова с биологическими материалами, обнаруженными на двух трупах в 2013 году. Осенью 2016 года он под конвоем был доставлен в село Занзеватка, где принял участие в следственном эксперименте, целью которого было воспроизведение опытным путём действий, обстановки и других обстоятельств, связанных с убийством Натальи Р. Во время следственного эксперимента Зубов показал место захоронения тела.
В ноябре 2016 года прокуратура Волгоградской области утвердила обвинительное заключение и направила уголовное дело в суд. Судебный процесс открылся в начале 2017 года. 27 марта 2017 года Денис Зубов был признан виновным в совершении 3 убийств, после чего суд назначил ему уголовное наказание в виде 21 года лишения свободы. Зубов избежал уголовного наказания в виде пожизненного лишения свободы, так как суд  в соответствии со ст. 61 УК РФ суд посчитал, что признание Зубовым вины, наличие у подсудимого отдельных психопатических черт характера в границах индивидуальных особенностей психической нормы, его явки с повинной, а также активное способствование раскрытию преступлений являются смягчающими уголовное наказание обстоятельствами. В качестве смягчающего обстоятельства суд также учел наличие у Зубова малолетнего ребенка. Несмотря на то, что в свидетельстве о его рождении Денис Зубов не был указан как его отец, мать Натальи Р. на суде подтвердила его отцовство, как и участие в его воспитании.

### Участие в боевых действиях и гибель
Денис Зубов отбывал свое уголовное наказание в исправительной колонии № 19, расположенной в городе Суровикино Волгоградской области. В конце 2022 или начале 2023 года Денис Зубов, будучи в исправительной колонии, заключил контракт с «ЧВК» и был отправлен для участия в российском вторжении на Украину, где погиб в бою 20 апреля 2023 года. По неподтвержденной информации, Зубов воевал в рядах «Шторм-Z» и погиб в боях за Бахмут. Его сестра Татьяна в начале 2024 года заявила СМИ, что родственники Дениса не знают, в каком звании и в каком формировании он принимал участие в боевых действиях. По свидетельствам Татьяны Зубовой, из-за полученных ранений и сильной степени разложения тела, тело Дениса Зубова удалось опознать только лишь осенью 2023 года, после чего он был похоронен на одном из кладбищ в Красноармейском районе Волгограда, в общем ряду погибших российских военнослужащих в ходе российского вторжения на Украину.

## В массовой культуре
- Документальный фильм «Поздняя любовь» из цикла «По следу монстра» (2021)[2]